# سمجوريون

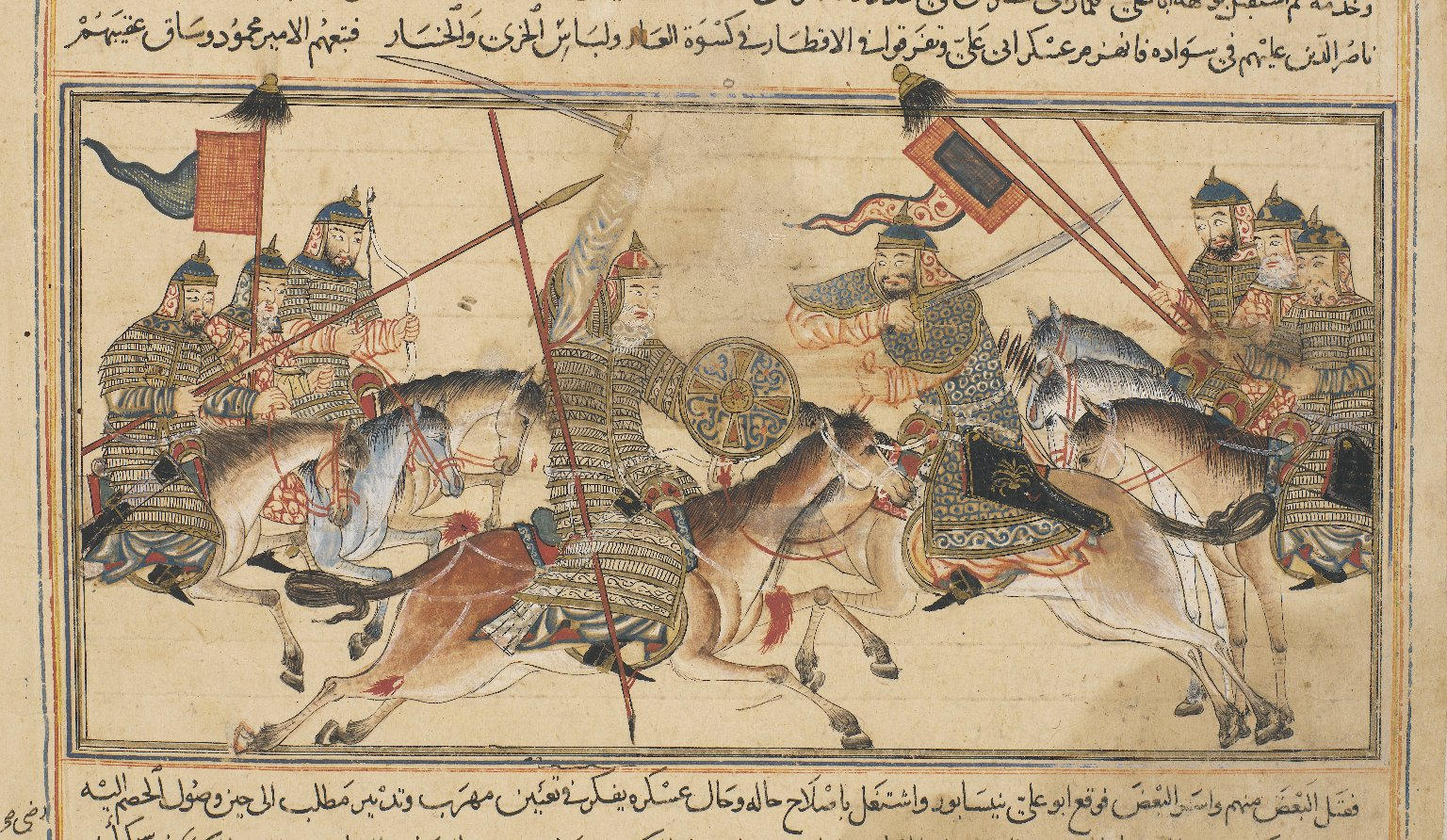
معركة بين محمود الغزنوي، وأبو علي السمجوري.

السِمْجُوريون كانوا عائلة تركية خدمت أمراء الدولة السامانية في بخارى في القرن العاشر الميلادي. لعبت العائلة دورًا مؤثرًا في تاريخ إيران وأفغانستان خلال تلك الفترة، وبحلول النصف الثاني من القرن العاشر، كانت قد أسست إمارة شبه مستقلة في خراسان.

## التاريخ
نشأ السِمْجُوريون مماليكًا أو غلمانًا لخدمة أمراء السامانيين. وقد صعدوا سريعًا إلى الواجهة بفضل مهاراتهم كقادة عسكريين وحكام، بالإضافة إلى ممتلكاتهم الواسعة في منطقة قهستان التي كانت بمثابة قاعدة قوة دائمة.
كان مؤسسهم واسمهم سِمْجُور الدَّوَاتِي الذي تم تعيينه في مناصب حاكمة في إيران الشرقية والوسطى، وساعد السامانيين في توسيع سلطتهم في تلك المنطقة. وعُيِّن ابنه إبراهيم بن سمجور واليًا على خراسان في عام 944/945، لكنه شغل المنصب لفترة قصيرة فقط. بعد وفاة إبراهيم، عُيِّن ابنه أبو الحسن السِمْجُوري واليًا على خراسان، حيث خدم في هذا المنصب لمدة ثلاث عقود تقريبًا.
مع صعود الطفل نوح بن منصور إلى إمارة السامانيين، تمكن محمد بن سمجور من الحصول على مزيد من الاستقلال عن بخارى لنفسه. وكان شخصية رئيسة في الصراعات التي عصفت بالدولة السامانية في التسعينات من القرن العاشر. وعندما توفي، خلفه ابنه أبو علي السِمْجُوري الذي تولى مكان والده. وقد تنازل أبو علي تمامًا عن سيادة السامانيين وتمكن من مقاومة أعدائه لبعض الوقت، لكن في النهاية أُسٍر وأُعدِم على يد الغزنويين، وهم أيضًا عائلة تركية مملوكية، والذين استولوا بعد ذلك على خراسان.

## قائمة السِمْجُوريين
- سِمْجُور الدَّوَاتِي، (913-914)
- إبراهيم بن سِمْجُور، الحاكم (945-946)
- أبو الحسن السِمْجُوري، الحكم الأول (956-960)، الحكم الثاني (961-982)
- أبو علي السِمْجُوري، الحكم الأول (984-987)، الحكم الثاني (995-997)